# Love Makes the World
Love Makes the World è un album in studio della cantante statunitense Carole King, pubblicato nel 2001.

## Tracce
1. Love Makes the World (Sam Hollander, Carole King, Dave Schommer) – 4:23
2. You Can Do Anything (Babyface, King, Carole Bayer Sager) – 3:58
3. The Reason (Back vocals by Celine Dion) (Mark Hudson, King, Greg Wells) – 4:39
4. I Wasn't Gonna Fall in Love (King, Sager) – 4:04
5. I Don't Know (Paul Brady, Gary Burr, Hudson, King) – 3:04
6. Oh No, Not My Baby (Gerry Goffin, King) – 3:28
7. It Could Have Been Anyone (David Foster, King, Sager) – 3:53
8. Monday Without You (Brady, Hudson, King) – 4:02
9. An Uncommon Love (Rob Hyman, King, Rich Wayland) – 3:34
10. You Will Find Me There (Joel Campbell, King) – 4:25
11. Safe Again (King) – 2:42
12. This Time (King) – 3:42